# The County Hound EP
The County Hood EP es el primer EP de Ca$his, lanzado el 22 de mayo del 2007.

## Acerca del álbum
Es el primer álbum del rapero Ca$his con una cantidad de copias vendidas de 6,700, estando en puesto de #106, este rapero está firmado por Shady Records e Interscope donde le da una oportunidad de lanzar su primer álbum, el EP cuenta con 7 canciones y una bonus que es «Lac Motion» su primer sencillo solo, Eminem fue el productor ejecutivo, y también musical ya que produjo 7 canciones, 2 junto a Rikanatti, y otras con Luis Resto, Ron Browz y Mike Elizondo, la canción «Just Like Me» fue producida por el mánager de Cashis que es Rikanatti junto al productor de «Bogish Brand Entertainment» Keno.

### Lista de canciones
| # | Título                     | Colaboración(es) | Productor(es)                    | Duración |
| - | -------------------------- | ---------------- | -------------------------------- | -------- |
| 1 | "The County Hound" (Intro) |                  | Eminem                           | 0:55     |
| 2 | "That Nigga a Gangsta"     |                  | Eminem, Rikanatti                | 4:37     |
| 3 | "Gun Rule"                 |                  | Eminem                           | 4:02     |
| 4 | "Ms. Jenkins"              |                  | Eminem, Rikanatti, Mike Elizondo | 5:38     |
| 5 | "Just Like Me"             |                  | Rikanatti, Keno                  | 4:56     |
| 6 | "Pistol Poppin"            | Eminem           | Eminem, Luis Resto               | 4:16     |
| 7 | "Thoughts of Suicide"      |                  | Eminem, Ron Browz                | 3:10     |
| 8 | "Lac Motion"(bonus track)  |                  | Eminem                           | 4:53     |

- Datos: Q1569669